# Mokrine (Hadžići, BiH)
Mokrine su naselje u općini Hadžići, Federacija BiH, BiH.

## Stanovništvo
Nacionalni sastav stanovništva 1991. godine, bio je sljedeći:
ukupno: 264
- Bošnjaci - 202 (76,51%)
- Hrvati - 59 (22,34%)
- ostali, neopredijeljeni i nepoznato - 3 (1,13%)